# やまと 74662
Yamato-74662は日本の第15次南極探検隊が1974年10月下旬に南極やまと山脈の裸氷帯で発見した隕石である。
日本の南極探検隊による隕石の発見は第10次南極探検隊が1969年12月、9個の隕石を発見したのに始まり、1973年12月、第14次隊が、エイコンドライトの1種のハワーダイト1個を含む12個の隕石を発見した。
第15次隊の矢内桂三らは1974年10月、やまと山脈の地質調査に赴いたところ10数個の隕石を発見し、10 km四方の区域を500 m間隔で探索を行うと1日で200個の隕石を発見し、5日に渡って探索区域を広げることによって合計663個の隕石を発見した。662番目に発見されたYamato-74662はその後の研究で多数のアミノ酸類が検出された。
南極の山脈の裸氷帯に隕石が大量に集積されるのは、南極内陸部の広い範囲に落下した隕石が大陸氷床によって運搬され、山脈に遮られ、氷床が消耗して隕石が残されることによる。その後も南極での隕石探査が続けられ日本は16,000個を越える隕石を保有することとなった。
Yamato-74662はCM-2に分類される炭素質コンドライトで重量は150.9 gである。